# Kyalasanahalli, Bangalore South
Kyalasanahalli là một làng thuộc tehsil Bangalore South, huyện Bangalore Urban, bang Karnataka, Ấn Độ.